# Obeståndsrätt
Obeståndsrätt eller insolvensrätt är ett område inom juridik som handlar om åtgärder i samband med obestånd, såsom exempelvis konkurser. Obeståndsrätt är därför ämnesmässigt ett delområde inom civilrätt. Advokatbyråer specialiserade på affärsjuridik har ofta verksamhet även inom obeståndsrätt.